# Lamprempis viridis
Lamprempis viridis är en tvåvingeart som beskrevs av Daniel William Coquillett 1895. Lamprempis viridis ingår i släktet Lamprempis och familjen dansflugor. Inga underarter finns listade i Catalogue of Life.